# 東京都の主要道路の一覧

## 高規格幹線道路
高速自動車国道
- 東名高速道路
- 中央自動車道
- 関越自動車道
- 東京外環自動車道（東京外かく環状道路の専用部）

国土交通大臣指定に基づく高規格幹線道路（一般国道の自動車専用道路）
- 首都圏中央連絡自動車道（圏央道・国道468号）

## 地域高規格道路
都市圏自動車専用道路
- 首都高速道路（首都高速道路株式会社管理の都道）
  - 首都高速都心環状線
  - 首都高速中央環状線
  - 首都高速1号上野線
  - 首都高速1号羽田線
  - 首都高速2号目黒線
  - 首都高速3号渋谷線
  - 首都高速4号新宿線
  - 首都高速5号池袋線
  - 首都高速6号向島線
  - 首都高速6号三郷線
  - 首都高速7号小松川線
  - 首都高速9号深川線
  - 首都高速10号晴海線
  - 首都高速11号台場線
  - 首都高速八重洲線
  - 首都高速湾岸線
  - 首都高速川口線
- 第二東京湾岸道路（予定）
- 第三京浜道路（国道466号）

一般
- 新滝山街道（無料・一般道路）
- 八王子バイパス（国道16号)

## 環状道路
※がついた道路は幹線道路ではないが、分類上により記載。
- 東京都市計画道路幹線街路環状第1号線
  - 日比谷通り（国道1号）- 大手町～日比谷
  - 晴海通り（国道1号）- 日比谷～祝田橋
  - 内堀通り（国道1号、国道20号、東京都道401号麹町竹平線、東京都道301号白山祝田田町線）- 祝田橋～大手門
  - 永代通り（東京都道403号大手町湯島線）- 大手門～大手町
- 東京都市計画道路幹線街路環状第2号線
  - 環二通り[1] - 有明～新橋
  - 新虎通り[1] - 新橋～特許庁前付近
  - 外堀通り（東京都道405号外濠環状線）- 特許庁前付近～昌平橋
  - (通称なし)（国道17号） - 昌平橋～万世橋
  - (通称なし) - 万世橋～神田佐久間町
- 東京都市計画道路幹線街路環状第3号線
  - 清澄通り - 勝どき駅前～豊海水産埠頭端
  - 外苑東通り
  - 言問通り - 谷中6～言問橋東
  - 三ツ目通り
- 東京都市計画道路幹線街路環状第4号線
  - 外苑西通り（東京都道418号北品川四谷線）
  - 早稲田通り（東京都道・埼玉県道25号飯田橋石神井新座線）- 地下鉄早稲田駅前～西早稲田
  - 夏目坂通り※
  - 不忍通り（東京都道437号秋葉原雑司ヶ谷線）- 目白台2～道灌山下
  - 道灌山通り※
  - 明治通り（東京都道306号王子千住夢の島線）- 宮地～小村井
  - 丸八通り（東京都道476号南砂町吾嬬町線）
- 東京都市計画道路幹線街路環状第5号線
  - 明治通り（国道122号、東京都道305号芝新宿王子線、東京都道416号古川橋二子玉川線）- 宮地～溝田橋／飛鳥山～池袋六又陸橋／千登世橋～新宿六丁目／千駄ヶ谷4・5丁目附近（新宿パークホテル前）～天現寺橋
- 東京都市計画道路幹線街路環状第6号線
  - 山手通り
  - 旧山手通り
- 東京都市計画道路幹線街路環状第7号線
  - 環七通り
- 東京都市計画道路幹線街路環状第8号線
  - 環八通り
- 東京都市計画道路幹線街路東京湾環状線（東京湾岸道路、国道357号）
- 東京都市計画道路幹線街路外郭環状線の2（東京外かく環状道路一般部）
- 東京都市計画道路幹線街路外郭環状葛飾線（東京外かく環状道路一般部、国道298号）
- 東京環状（国道16号）

## 放射道路
特別区
- 東京都市計画道路幹線街路放射第1号線
  - 六本木通り（東京都道412号霞ヶ関渋谷線）
  - 東京都道415号高輪麻布線※
  - 桜田通り（国道1号、東京都道301号白山祝田田町線）
  - 第二京浜（国道1号）
- 東京都市計画道路幹線街路放射第2号線
  - 中原街道（東京都道・神奈川県道2号東京丸子横浜線）
- 東京都市計画道路幹線街路放射第3号線
  - 目黒通り（東京都道312号白金台町等々力線）
- 東京都市計画道路幹線街路放射第4号線
  - 青山通り・玉川通り（国道246号）
- 東京都市計画道路幹線街路放射第5号線
  - 新宿通り（国道20号） - 半蔵門交差点～四谷四丁目交差点
  - 甲州街道（国道20号） - 四谷四丁目交差点～杉並区下高井戸5丁目
  - 東京都道14号新宿国立線支線 - 杉並区下高井戸5丁目（国道20号交点）～杉並区立富士見ヶ丘小学校前附近
- 東京都市計画道路幹線街路放射第6号線
  - 靖国通り（東京都道302号新宿両国線） - 九段坂上交差点～住吉町交差点
  - 余丁町通り※・抜弁天通り※・職安通り※・税務署通り※（東京都道302号新宿両国線支線）
  - 青梅街道（東京都道・埼玉県道4号東京所沢線、東京都道5号新宿青梅線） - 中野坂下交差点以西
- 東京都市計画道路幹線街路放射第7号線
  - 目白通り（東京都道8号千代田練馬田無線、東京都道24号練馬所沢線） - 九段下交差点～江戸川橋交差点、西落合一丁目交差点以西
  - 新目白通り（東京都道8号千代田練馬田無線支線）
- 東京都市計画道路幹線街路放射第8号線
  - 川越街道（国道254号）
  - 春日通り（国道254号、東京都道453号本郷亀戸線） - 本郷三丁目交差点～台東四丁目交差点
- 東京都市計画道路幹線街路放射第9号線
  - 白山通り（国道17号、東京都道301号白山祝田田町線）
  - 中山道（国道17号）
- 東京都市計画道路幹線街路放射第10号線
  - 本郷通り（東京都道455号本郷赤羽線、国道17号、東京都道403号大手町湯島線）
  - 北本通り（国道122号）
- 東京都市計画道路幹線街路放射第11号線
  - 尾久橋通り（東京都道・埼玉県道58号台東川口線）
- 東京都市計画道路幹線街路放射第12号線
  - 昭和通り（東京都道316号日本橋芝浦大森線、国道4号） - 宝町交差点（八重洲通り（東京都道408号八重洲宝町線）交点）～大関横丁交差点
  - 日光街道（国道4号）
- 東京都市計画道路幹線街路放射第13号線
  - 水戸街道（国道6号）
- 東京都市計画道路幹線街路放射第14号線
  - 蔵前橋通り（千葉県道・東京都道60号市川四ツ木線、東京都道315号御徒町小岩線）
- 東京都市計画道路幹線街路放射第15号線
  - 靖国通り（東京都道302号新宿両国線） - 九段下交差点～浅草橋交差点
  - 京葉道路・千葉街道（国道14号）
- 東京都市計画道路幹線街路放射第16号線
  - 永代通り（東京都道403号大手町湯島線、国道1号、国道20号、東京都道・千葉県道10号東京浦安線）
- 東京都市計画道路幹線街路放射第17号線
  - 産業道路（国道131号、東京都道・神奈川県道6号東京大師横浜線）
- 東京都市計画道路幹線街路放射第18号線
  - 海岸通り（東京都道316号日本橋芝浦大森線）
- 東京都市計画道路幹線街路放射第19号線
  - 昭和通り（東京都道316号日本橋芝浦大森線） - 宝町交差点（八重洲通り（東京都道408号八重洲宝町線）交点）～新橋交差点
  - 第一京浜（国道15号）- 新橋交差点以南
- 東京都市計画道路幹線街路放射第20号線
  - 日比谷通り（東京都道409号日比谷芝浦線）
- 東京都市計画道路幹線街路放射第21号線
  - 愛宕通り（東京都道301号白山祝田田町線）
- 東京都市計画道路幹線街路放射第22号線
  - 六本木通り（東京都道412号霞ヶ関渋谷線） - 六本木二丁目交差点～渋谷警察署前交差点
  - 国道246号 - 渋谷警察署前交差点～道玄坂上交差点
- 東京都市計画道路幹線街路放射第23号線
  - 表参道・井ノ頭通り（東京都道413号赤坂杉並線）
- 東京都市計画道路幹線街路放射第24号線
  - 靖国通り（東京都道302号新宿両国線、東京都道・埼玉県道4号東京所沢線、東京都道5号新宿青梅線） - 住吉町交差点～新宿大ガード東交差点
  - 青梅街道（東京都道・埼玉県道4号東京所沢線、東京都道5号新宿青梅線） - 新宿大ガード西交差点～中野坂下交差点
- 東京都市計画道路幹線街路放射第25号線
  - 壱岐坂通り（壱岐坂上交差点～後楽園交差点）
  - 東京都道434号牛込小石川線（後楽園交差点～牛天神下交差点）
  - 大久保通り（東京都道・埼玉県道25号飯田橋石神井新座線、東京都道433号神楽坂高円寺線） - 筑土八幡交差点～神楽坂上交差点～若松町交差点
  - 団子坂（若松町交差点～抜弁天交差点）
- 東京都市計画道路幹線街路放射第26号線
  - 音羽通り（東京都道435号音羽池袋線）
- 東京都市計画道路幹線街路放射第27号線
- 東京都市計画道路幹線街路放射第28号線
- 東京都市計画道路幹線街路放射第29号線
  - 葛西橋通り（東京都道475号永代葛西橋線、東京都道・千葉県道10号東京浦安線）
- 東京都市計画道路幹線街路放射第30号線
- 東京都市計画道路幹線街路放射第31号線
  - 新大橋通り（東京都道・千葉県道50号東京市川線）
- 東京都市計画道路幹線街路放射第32号線
  - 四ツ目通り（東京都道465号深川吾嬬町線）
- 東京都市計画道路幹線街路放射第33号線
  - 八重洲通り（東京都道408号八重洲宝町線）
- 東京都市計画道路幹線街路放射第34号線
  - 晴海通り（東京都道304号日比谷豊洲埠頭東雲町線）- 日比谷交差点～東雲交差点
- 東京都市計画道路幹線街路放射第35号線
  - 新大宮バイパス（国道17号、東京都道・埼玉県道68号練馬川口線）
- 東京都市計画道路幹線街路放射第36号線
  - 要町通り※（東京都道441号池袋谷原線）
- 旧白山通り（国道17号、東京都道301号白山祝田田町線支線）
- 尾竹橋通り（東京都道103号吉場安行東京線、東京都道461号吾妻橋伊興町線、東京都道313号上野尾竹橋線）
- 世田谷通り（東京都道・神奈川県道3号世田谷町田線、東京都道11号大田調布線）
- 早稲田通り（東京都道・埼玉県道25号飯田橋石神井新座線、東京都道438号向井町新町線）
- 五日市街道（東京都道7号杉並あきる野線）
- 新青梅街道（東京都道440号落合井草線、東京都道245号杉並田無線、東京都道5号新宿青梅線）
- 富士街道（東京都道8号千代田練馬田無線、東京都道441号池袋谷原線）
- 江戸通り（東京都道407号丸の内室町線、国道4号、国道6号、国道14号）
- 池上通り（東京都道421号東品川下丸子線）
- 奥戸街道（千葉県道・東京都道60号市川四ツ木線）
- 旧海岸通り（国道130号、東京都道316号日本橋芝浦大森線）
- 旧早稲田通り（東京都道・埼玉県道25号飯田橋石神井新座線）
- 駒沢通り（東京都道416号古川橋二子玉川線）

多摩地域
- 東八道路（東京都道14号新宿国立線、東京八王子線）
- 所沢街道（東京都道・埼玉県道4号東京所沢線）
- 志木街道（埼玉県道・東京都道40号さいたま東村山線）
- 立川通り（東京都道・埼玉県道16号立川所沢線）
- 川崎街道（東京都道20号・神奈川県道525号府中相模原線、東京都道41号稲城日野線）
- 滝山街道（国道411号）
- 陣馬街道（神奈川県道・山梨県道521号佐野川上野原線・東京都道521号上野原八王子線）
- 鶴川街道（東京都道・神奈川県道19号町田調布線）
- 野猿街道（東京都道20号・神奈川県道525号府中相模原線・東京都道160号下柚木八王子線）
- 連雀通り（東京都道134号恋ヶ窪新田三鷹線、東京都道12号調布田無線）

## その他
- 高島通り（東京都道446号長後赤塚線、東京都道447号赤羽西台線）
- 中野通り（東京都道420号鮫洲大山線）
- 千川通り（東京都道436号小石川西巣鴨線、東京都道439号椎名町上石神井線）
- 四ツ目通り（東京都道465号深川吾嬬町線）
- 平和橋通り・船堀街道（東京都道308号千住小松川葛西沖線）
- 清澄通り（東京都道453号本郷亀戸線、東京都道463号上野月島線）
- 笹目通り（東京都道443号南田中町旭町線、東京都道・埼玉県道68号練馬川口線）
- 篠崎街道（東京都道451号江戸川堤防線）
- 中央通り（国道1号、国道4号、国道6号、国道15号、国道17号、国道20号、東京都道437号秋葉原雑司ヶ谷線）
- 柴又街道（東京都道307号王子金町江戸川線）
- 自由通り（東京都道426号上馬奥沢線）
- 多摩堤通り（東京都道11号大田調布線）
- 中杉通り（東京都道427号瀬田貫井線）
- 墨堤通り（東京都道461号吾妻橋伊興町線）

多摩地域
- 吉祥寺通り（東京都道116号関町吉祥寺線）
- 三鷹通り（東京都道121号武蔵野調布線）
- 調布保谷線（多摩南北道路）
  - 武蔵境通り（東京都道12号調布田無線）
  - 鶴川街道（東京都道・神奈川県道19号町田調布線）
- 小金井街道（東京都道15号府中清瀬線全線～東京都道・埼玉県道24号練馬所沢線）
- 府中清瀬線（多摩南北道路）
  - 新小金井街道（東京都道248号府中小平線
- 府中所沢線および鎌倉街道線（多摩南北道路）
  - 府中街道（東京都道16号立川所沢線、東京都道17号所沢府中線）
  - 鎌倉街道（東京都道18号府中町田線、東京都道3号世田谷町田線、神奈川県道・東京都道52号相模原町田線）
- 立川東大和線（多摩南北道路）
  - 芋窪街道（東京都道43号立川東大和線）
- 八王子村山線（多摩南北道路）（東京都道59号八王子武蔵村山線）
- 町田街道（東京都道47号八王子町田線、神奈川県道・東京都道56号目黒町町田線、東京都道141号辻原町田線）

## 環状道路と放射道路の混合
- 清洲橋通り（東京都道・千葉県道10号東京浦安線） - 台東区入谷から清洲橋までが環状道路、清洲橋から江東区東砂6丁目までが放射道路。
- 日比谷通り（東京都道403号大手町湯島線、国道1号、東京都道409号日比谷芝浦線） - 千代田区神田橋から港区西新橋までが環状道路、港区西新橋から港区芝5丁目までが放射道路。
- 東京湾岸道路（国道16号、国道14号、国道357号） - 東京湾に沿っているため、環状道路とも放射道路ともいえる。

## その他（道路運送法）
- 東京高速道路（KK線） - 道路運送法上の一般自動車道。路線内出入口の他に首都高速道路都心環状線と首都高速道路八重洲線に接続路を持つ。